# Turmhügel Thauernhausen
Der Turmhügel Thauernhausen ist eine abgegangene mittelalterliche Niederungsburg vom Typus einer Turmhügelburg (Motte) bei Thauernhausen, Ortsteil der Gemeinde Chieming im Landkreis Traunstein in Bayern.
Die Anlage der ehemaligen Motte ist nur noch im Luftbild zu erkennen. Der Burgstall ist heute ein Bodendenkmal.